# Сант'Андреа (Тренто)
Сант'Андреа је насеље у Италији у округу Тренто, региону Трентино-Јужни Тирол.
Према процени из 2011. у насељу је живело 15 становника. Насеље се налази на надморској висини од 364 м.